# Hydriomena potosiata
Hydriomena potosiata är en fjärilsart som beskrevs av Dyar 1917. Hydriomena potosiata ingår i släktet Hydriomena och familjen mätare. Inga underarter finns listade i Catalogue of Life.